# Pteridium
A Pteridium a valódi páfrányok (Pteridopsida) osztályának a saspáfrányok (Pteridophytes) rendjébe, ezen belül a Dennstaedtiaceae családjába tartozó nemzetség.

## Rendszerezése
A nemzetségbe az alábbi 11 faj tartozik:
- saspáfrány (Pteridium aquilinum) (L.) Kuhn - típusfaj
- Pteridium arachnoideum (Kaulf.) Maxon
- Pteridium caudatum (L.) Maxon
- Pteridium centrali-africanum (Hieron.) Alston
- Pteridium esculentum (G. Forst.) Cockayne
- Pteridium falcatum Ching ex S.H. Wu
- Pteridium feei (W. Schaffn. ex Fée) Faull
- Pteridium lineare Ching ex S.H. Wu
- Pteridium revolutum (Blume) Nakai
- Pteridium tauricum V.I. Krecz.
- Pteridium yunnanense Ching & S.H. Wu